# Todd Cantwell
Pour les articles homonymes, voir Cantwell.
Todd Owen Cantwell, né le 27 février 1998 à Dereham (Angleterre), est un footballeur anglais qui évolue au poste de milieu de terrain à  Blackburn Rovers.

## Biographie

### En club
Le 17 janvier 2018, Todd Cantwell joue son premier match professionnel avec Norwich City lors d'une rencontre de Coupe d'Angleterre contre le Chelsea FC.
Le 28 janvier 2018, il est prêté au Fortuna Sittard, qui évolue en deuxième division néerlandaise, jusqu'à la fin de la saison. Il inscrit deux buts en dix matchs de championnat avant de réintégrer l'effectif de Norwich en juin 2018.
Plus régulièrement aligné au cours de la saison 2018-2019, Cantwell prend part à vingt-sept matchs toutes compétitions confondues. Norwich City est sacré champion d'Angleterre de deuxième division et retrouve la Premier League.
Le 24 août 2019, le milieu de terrain anglais marque son premier but au sein de l'élite anglaise à l'occasion de la réception de Chelsea (défaite 2-3).

### En sélection nationale
Todd Cantwell est convoqué pour la première fois en équipe d'Angleterre espoirs en août 2019. Le 9 août 2019, il honore sa première sélection avec les espoirs anglais en entrant à l'heure de jeu lors d'une rencontre des éliminatoires de l'Euro 2021 contre le Kosovo (victoire 2-0).

## Statistiques
| Saison                | Club                   | Championnat             | Championnat | Championnat | Coupe nationale | Coupe nationale | Coupe de la Ligue | Coupe de la Ligue | Compétition(s) continentale(s) | Compétition(s) continentale(s) | Compétition(s) continentale(s) | Total | Total |
| Saison                | Club                   | Division                | M.          | B.          | M.              | B.              | M.                | B.                | Comp.                          | M.                             | B.                             | M.    | B.    |
| 2017-2018             | Norwich City           | Championship            | -           | -           | 1               | 0               | -                 | -                 | -                              | -                              | -                              | 1     | 0     |
| 2018-2019             | Norwich City           | Championship            | 24          | 1           | 1               | 0               | 2                 | 0                 | -                              | -                              | -                              | 27    | 1     |
| 2019-2020             | Norwich City           | Premier League          | 37          | 6           | 3               | 1               | -                 | -                 | -                              | -                              | -                              | 40    | 7     |
| 2020-2021             | Norwich City           | Championship            | 33          | 6           | 1               | 0               | -                 | -                 | -                              | -                              | -                              | 34    | 6     |
| 2021-2022             | Norwich City           | Premier League          | 8           | 0           | -               | -               | -                 | -                 | -                              | -                              | -                              | 8     | 0     |
| 2022-2023             | Norwich City           | Championship            | 18          | 0           | -               | -               | 1                 | 0                 | -                              | -                              | -                              | 19    | 0     |
| Sous-total            | Sous-total             | Sous-total              | 120         | 13          | 6               | 1               | 3                 | 0                 | -                              | -                              | -                              | 129   | 14    |
| 2017-2018             | Fortuna Sittard (prêt) | Eerste Divisie          | 10          | 2           | -               | -               | -                 | -                 | -                              | -                              | -                              | 10    | 2     |
| Sous-total            | Sous-total             | Sous-total              | 10          | 2           | 0               | 0               | 0                 | 0                 | -                              | 0                              | 0                              | 10    | 2     |
| 2021-2022             | AFC Bournemouth (prêt) | Championship            | 11          | 0           | 1               | 0               | -                 | -                 | -                              | -                              | -                              | 12    | 0     |
| Sous-total            | Sous-total             | Sous-total              | 11          | 0           | 1               | 0               | 0                 | 0                 | -                              | 0                              | 0                              | 12    | 0     |
| 2022-2023             | Rangers FC             | Scottish Premier League | 16          | 6           | 3               | 0               | 1                 | 0                 | C1                             | -                              | -                              | 20    | 6     |
| 2023-2024             | Rangers FC             | Scottish Premier League | 20          | 5           | 2               | 0               | 2                 | 0                 | C1+C3                          | 4+3                            | 0+1                            | 31    | 6     |
| Sous-total            | Sous-total             | Sous-total              | 36          | 11          | 5               | 0               | 3                 | 0                 | -                              | 7                              | 1                              | 51    | 12    |
| Total sur la carrière | Total sur la carrière  | Total sur la carrière   | 177         | 27          | 11              | 1               | 6                 | 0                 | -                              | 7                              | 1                              | 201   | 29    |

## Palmarès

### En club
- Norwich City
  - Champion d'Angleterre de deuxième division en 2019 et 2021.

- Fortuna Sittard
  - Vice-champion des Pays-Bas de deuxième division en 2018.

- AFC Bournemouth
  - Vice-champion d'Angleterre de deuxième division en 2022.

- Rangers FC
  - Finaliste de la Coupe de la Ligue écossaise en 2023
  - Vice-champion du championnat d'Écosse en 2023
  - Vainqueur de la Coupe de la Ligue écossaise en 2023-2024